# Robin Ammerlaan
Robin Ammerlaan (sinh ngày 26 tháng 2 năm 1968 tại Den Haag) là một tay vợt xe lăn chuyên nghiệp, cựu số một thế giới về thể loại đánh đơn và đôi. Ammerlaan cũng là nhà vô địch của nhiều danh hiệu Grand Slam kể từ năm 2000. Mặt sân ưa thích của anh là thảm, thuận tay phải, và anh là huấn luyện viên của Gert Bolk. Xe lăn của anh được Invacare sản xuất. Ammerlaan hiện đang sinh sống ở Elen, Bỉ. Anh đã kết thúc sự nghiệp chuyên nghiệp của mình vào năm 2012 sau Paralympic London 2012.

## Thế vận hội dành cho người khuyết tật

### Sydney 2000
Anh giành được huy chương Vàng ở Đôi nam xe lăn với Ricky Molier. Ở trận chung kết họ thắng David Johnson và David Hall của Úc.

### Athens 2004
Anh giành được huy chương Vàng ở Đơn nam xe lăn. Ở trận chung kết anh thắng David Hall của Úc.

### Bắc Kinh 2008
Anh giành được huy chương Bạc ở Đơn nam xe lăn. Ở trận chung kết anh thua Shingo Kunieda của Nhật Bản.

## Danh hiệu Grand Slam

### Đơn
- Giải quần vợt Úc mở rộng 2002
- Giải quần vợt Úc mở rộng 2003
- Giải quần vợt Úc mở rộng 2005
- Giải quần vợt Mỹ mở rộng 2005
- Giải quần vợt Pháp mở rộng 2006

### Đôi
- Giải quần vợt Úc mở rộng 2003 (với Kruszelnicki)
- Giải quần vợt Úc mở rộng 2004 (với Legner)
- Giải quần vợt Úc mở rộng 2005 (với Legner)
- Giải quần vợt Mỹ mở rộng 2005 (với Jeremiasz)
- Giải quần vợt Úc mở rộng 2006 (với Legner)
- Giải quần vợt Mỹ mở rộng 2006 (với Jeremiasz)
- Giải quần vợt Úc mở rộng 2007 (với Kunieda)
- Giải quần vợt Wimbledon 2007 (với Vink)
- Giải quần vợt Wimbledon 2008 (với Vink)